# Thoas (Tauride)
Pour les articles homonymes, voir Thoas.

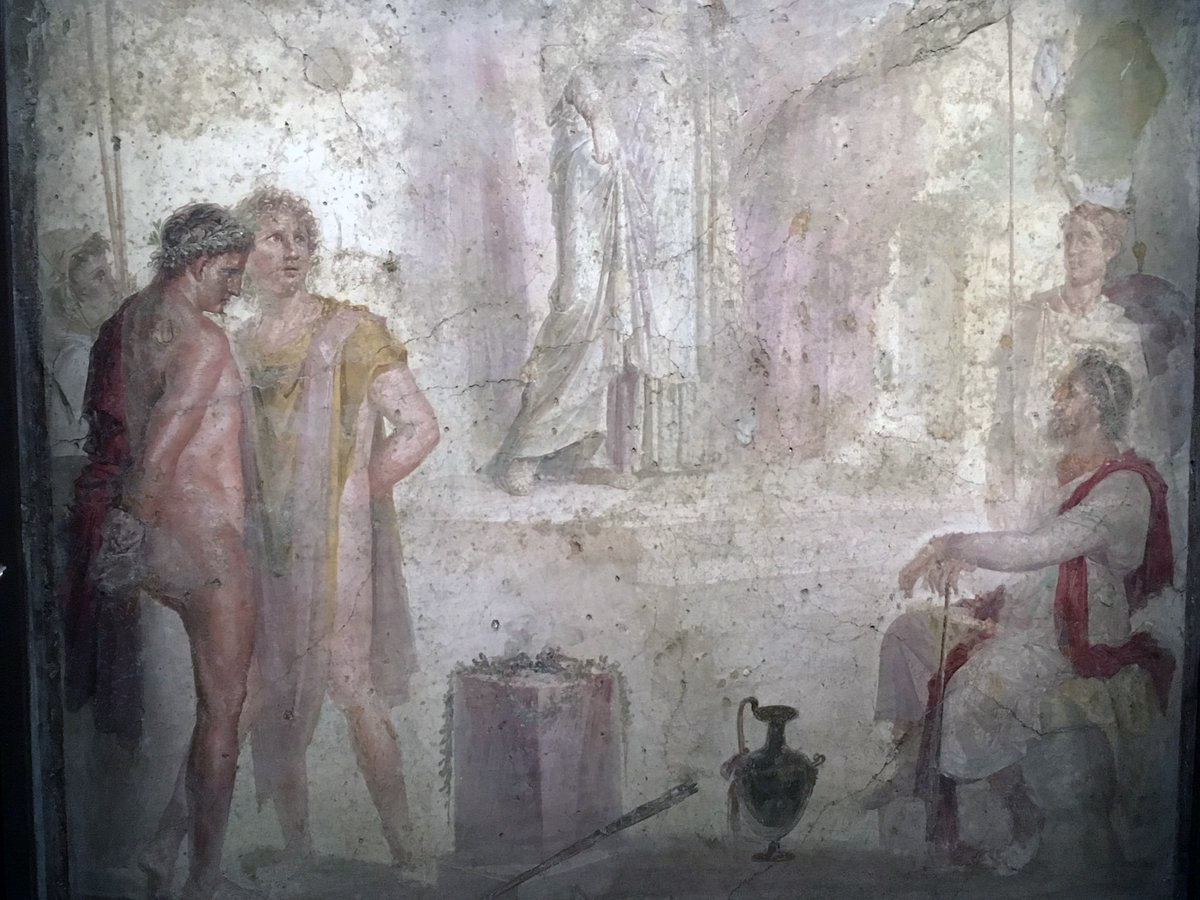
Fresque antique de Pompéi représentant une scène d'Iphigénie en Tauride avec Oreste, Pylade et le roi Thoas.

Dans la mythologie grecque, Thoas (en grec ancien : Θόας) est un roi de Tauride. Dans les sources tardives, il est parfois confondu avec son homonyme, Thoas de Lemnos, père d'Hypsipyle.

## Mythe
D'après Antoninus Liberalis, qui s'appuie sur Nicandre, il est le fils du dieu fleuve Borysthenes, ce qui fait de lui le frère de la nymphe Borysthenis. Il est également marié à Myrina (fille de Créthée),.
Thoas avait ordonné que tous les étrangers qui aborderaient dans ses États fussent immolés sur l'autel d'Artémis, dont Iphigénie était alors la prêtresse. Oreste et Pylade, jetés par la tempête sur les côtes de la Tauride, allaient périr ainsi des mains d'Iphigénie, sœur d'Oreste, lorsque celle-ci, les ayant reconnus, les délivra et s'échappa avec eux. 
Thoas s'élança à leur poursuite, mais les fugitifs furent sauvés par l'intervention de Chryséis et de son fils Chrysès (né des œuvres d'Agamemnon, et donc le frère d'Iphigénie et d'Oreste). Ce dernier tua Thoas. 
Ce mythe a inspiré l'Iphigénie de Sophocle imitée par Pacuvius, ainsi que les nombreuses Iphigénie en Tauride.